# Saison 3 d'Esprits criminels
Chronologie
Saison 2 Saison 4
Cet article présente les vingt épisodes de la troisième saison de la série télévisée américaine Esprits criminels (Criminal Minds).

## Distribution

### Acteurs principaux
- Thomas Gibson (VF : Julien Kramer) : Agent Spécial Superviseur Aaron « Hotch » Hotchner, chef d'unité (20/20)
- Mandy Patinkin (VF : Patrick Floersheim) : Agent Spécial Jason Gideon[1] (épisodes 1 et 2) (2/20)
- Joe Mantegna (VF : Hervé Jolly) : Agent Spécial David Rossi[2] (dès l'épisode 6) (15/20)
- Paget Brewster (VF : Marie Zidi) : Agent Spéciale Emily Prentiss (20/20)
- Shemar Moore (VF : David Krüger) : Agent Spécial Derek Morgan (20/20)
- Matthew Gray Gubler (VF : Taric Mehani) : Agent Spécial Spencer Reid, se fait aussi appeler Dr (20/20)
- Andrea Joy Cook (VF : Véronique Picciotto) : Agent Spéciale Jennifer « J. J. » Jareau, liaison avec les médias (20/20)
- Kirsten Vangsness (VF : Laëtitia Lefebvre) : Penelope Garcia, technicienne informatique (20/20)

### Acteurs récurrents
- Meredith Monroe (VF : Barbara Delsol) : Haley Hotchner (épisodes 2 et 5)
- Jayne Atkinson (VF : Josiane Pinson) : Erin Strauss, Cheffe du Département des Sciences du Comportement (épisodes 1, 2, 3 et 6)
- Nicholas Brendon (VF : Mark Lesser) : Kevin Lynch (épisodes 9, 14 et 17)

### Invités
- Nigel Gibbs (VF : Éric Etcheverry) : le responsable de l'équipe d'intervention du FBI James Franklin (épisode 5)
- Emmanuel Xuereb (VF : Pierre Tessier) : Richard Jacobs (épisode 5)
- Salvator Xuereb (VF : Marc Saez) : Paul Jacobs (épisode 5)
- Paula Malcomson (VF : Marjorie Frantz) : Beth Jacobs (épisode 5)
- Suzanne Cryer (VF : Élisabeth Fargeot) : Susan Jacobs (épisode 5)
- Michael Cudlitz : Francis Goehring (épisode 7)
- Michael Beach : Père Marks (épisode 8)
- Jamie Kennedy (VF : Laurent Morteau) : Floyd Feylinn Ferell (épisode 8)
- Frankie Muniz (VF : Brice Ournac) : Jonny McHale[3] (épisode 10)
- Sienna Guillory (VF : Nathalie Régnier) : Kate Joyner (épisode 20)

## Production
La troisième saison est composée de 20 épisodes à la suite de la Grève de la Writers Guild of America de 2007.
La saison est diffusée du 26 septembre 2007 au 21 mai 2008.
En France, la série est diffusée du 6 octobre 2008 au 19 novembre 2009.
La saison débute par l'épisode Doubt produit pour la deuxième saison mais qui a été mis de côté à la suite de la Fusillade de l'université Virginia Tech survenue à la mi-avril 2007.
Cette saison marque le départ au bout de deux épisodes de Mandy Patinkin qui incarnait l'agent Jason Gideon depuis la première saison. Il est remplacé par Joe Mantegna qui interprète l'agent spécial David Rossi dès le sixième épisode.

## Épisodes

### Épisode 1:Meurtres sur le campus
- États-Unis /  Canada : 26 septembre 2007 sur CBS / CTV[8]
- Belgique : 16 avril 2008 sur RTL-TVI
- France : 6 octobre 2008 sur TF1
- Québec : août 2009 sur Mystère[9]

- États-Unis : 12,66 millions de téléspectateurs (première diffusion)
- France : 2,91 millions de téléspectateurs[10] (Première diffusion en seconde partie de soirée)

- Shelly Cole (Anna)
- Shawn Michael Patrick (Détective Jim Griffith)
- Elizabeth Hendrickson (Katie)
- Tori White (Aliza)
- Angela Oh (Sarah)
- Alexa Alemanni (Amy)
- Cole Moira Price (Suzanne)
- Kim Estes (Médecin légiste)
- Vince Grant (Nathan Tubs)
- Christina Haag (Policière)
- Amanda MacDonald (Helen)
- Anthony Diaz-Perez (Paul Davies)
- Tyler Poelle (Policier)

- D'introduction : « Toute scène de crime est un lieu répugnant. Mais lorsque la victime est très jeune, lorsqu'elle se retrouve fauchée dans la fleur de l'âge, c'est encore plus atroce. »

### Épisode 2:L'Appât
- États-Unis : 3 octobre 2007 sur CBS
- Belgique : 30 avril 2008 sur RTL-TVI
- France : 6 octobre 2008 sur TF1

- États-Unis : 14,56 millions de téléspectateurs (première diffusion)
- France : 2,4 millions de téléspectateurs[10] (Première diffusion en seconde partie de soirée)

- Meredith Monroe (Haley Hotchner)
- Eddie Cibrian (Joe Smith)
- Lucia Sullivan (Vicki)
- Jayne Atkinson (Erin Strauss)
- Gordon Clapp (Détective Wolynski)
- Yvonne Jung (Claire)
- Chandler Canterbury (David Smith)
- Regi Davis (Policier)
- Stefan Marks (Bill Thompson)
- Cade Owens (Jack Hotchner)
- Mary Ostrow (Admin #5/Pam)
- Lori Skope (Ms. Bennett)
- Grace C. Renn (Lisa Phillips)

- D'introduction : « Laissez votre cœur ressentir la peine et la détresse de chacun. » de George Washington.

- Dernier épisode de Mandy Patinkin qui interprétait Jason Gideon depuis le premier épisode de la série.

### Épisode 3:Morts de peur
- États-Unis : 10 octobre 2007 sur CBS
- Belgique : 7 mai 2008 sur RTL-TVI
- France : 27 août 2008 sur TF1

- États-Unis : 14,55 millions de téléspectateurs (première diffusion)
- France : 6,4 millions de téléspectateurs[11] (première diffusion)

- Jennifer Keyes (Jenny)
- Michael O'Keefe (Dr Stan Howard)
- Matt Bushell (Bill Calvert)
- Barbara Gordon (Dog Owner)
- Randy Crowder (Superviseur d'appartements)
- Jayne Atkinson (Erin Strauss)
- M.J. Karmi (Mère d'Howard)
- Brandon Killham (Stan Howard jeune)
- John Bobek (Patrick)
- Casey Kramer (Land Lady)
- Stephanie Venditto (Jane Howard)
- Melody Hollis (Jessica Howard)
- Danielle Sapia (Missy)
- Christopher Frontiero (Craig Sanders)

- D'introduction : « Celui qui excelle à contrôler les autres a du pouvoir, mais celui qui parvient à se contrôler a encore beaucoup plus de pouvoir. » de Lao Tseu.
- De conclusion : « Vous gagnez en force, courage et confiance à chaque fois que vous prenez le temps de regarder la peur dans les yeux. Faites ce que vous pensez ne pas pouvoir faire. » d'Eleanor Roosevelt.

### Épisode 4:Les Enfants de l'ombre
- États-Unis : 17 octobre 2007 sur CBS
- Belgique : 14 mai 2008 sur RTL-TVI
- France : 13 octobre 2008 sur TF1

- États-Unis : 15,03 millions de téléspectateurs (première diffusion)
- France : 3,56 millions de téléspectateurs[12] (première diffusion)

- Stephanie Erb (Dina)
- Mark Doerr (Tom)
- Garrett Ryan (Hayden)
- Evan Donaldson (Neil)
- William Lee Scott (Gary)
- Francis Capra (Ervin)
- Tom Kiesche (Lt. Nellis)
- Mary Carrig (Carol)
- Michael Ng (Resturateur asiatique)
- Laura P. Vega (Mère d'Ortiz)
- Alex Castillo (Père d'Ortiz)
- Joanna Flores (Carrie)
- Parker Contreras (Danny Ortiz)
- Michael FitzGibbon (Médecin des urgences)
- Bill Tangradi (Fence)
- Bob Rumnock (Superviseur)
- Christine Healy (Mrs. Manwaring)
- Masam Holden (Tyler)
- Kate Emerick (Sara)
- Christopher Frontiero (Employé)

- D'introduction : « En ville, le crime est emblématique d'une classe ou d'une race. Dans les banlieues il est par essence intime, psychologique, résistant à toute généralisation, un mystère de l'âme individuelle. » de Barbara Ehrenreich.

### Épisode 5:Sept Secondes
- États-Unis : 24 octobre 2007 sur CBS
- Belgique : 21 mai 2008 sur RTL-TVI
- France : 27 août 2008 sur TF1

- États-Unis : 15,05 millions de téléspectateurs (première diffusion)
- France : 7,4 millions de téléspectateurs[11] (première diffusion)

- Meredith Monroe (Haley Hotchner)
- Cade Owens (Jack Hotchner)
- Molly Baker (Jessica Brooks)
- Suzanne Cryer (Susan Jacobs)
- Paula Malcomson (Beth Jacobs)
- Nigel Gibbs (James Franklin)
- Alexander Gould (Jeremy)
- Ariel Winter (Katie)
- Dikla Marshall (Marie Samuels)
- Salvator Xuereb (Paul Jacobs)
- Emmanuel Xuereb (Richard Jacobs)
- Kelley Heyer (Teenage Girl)
- Nathan Pearson (Teenager)
- Celeste Den (Uni #1)
- Don Danielson (Uni #2)
- Mark Tomasek (Security Officer)

- D'introduction : « Rien n'est plus facile que de dénoncer un être abject. Rien n'est plus difficile que de le comprendre. » de Fiodor Dostoïevski.
- De conclusion : « Les contes de fées ne révèlent pas aux enfants que les dragons existent, les enfants le savent déjà. Les contes de fées révèlent aux enfants qu'on peut tuer ces dragons. » de G. K. Chesterton.

### Épisode 6:Avis de recherche
- États-Unis : 31 octobre 2007 sur CBS
- Belgique : 28 mai 2008 sur RTL-TVI
- France : 3 septembre 2008 sur TF1

- États-Unis : 14,94 millions de téléspectateurs (première diffusion)
- France : 8,36 millions de téléspectateurs[11] (première diffusion)

- Jayne Atkinson (Erin Strauss)
- Michael O'Neill (Det. Yarbough)
- Sandra Dee Robinson (Michelle)
- Andrew Kavovit (Max Pool)
- Tarri Markell (Enid)
- Elimu Nelson (Officer Bowie)
- Kelli Kirkland-Powers (News Reporter)
- Robert C. Sloan (Uniformed Officer)
- Kelly McCracken (Lt. Price)

- D'introduction : « Qu'est-ce d'autre que la vie des mortels qu'une vaste comédie, dans laquelle divers acteurs, travestis de divers costumes et masques, déambulent jouant chacun leur rôle, jusqu'à ce que le grand Ordonnateur les chasse de la scène. » d'Érasme.

- C'est la première apparition de Joe Mantegna qui interprète l'agent David Rossi.

### Épisode 7:En quête d'identité
- États-Unis : 7 novembre 2007 sur CBS
- Belgique : 4 juin 2008 sur RTL-TVI
- France : 20 octobre 2008 sur TF1

- États-Unis : 14,65 millions de téléspectateurs (première diffusion)
- France : 2,79 millions de téléspectateurs[11] (première diffusion)

- Michael Cudlitz (Francis Goehring)
- Jim Beaver (Sheriff Williams)
- Kaj-Erik Eriksen (Henry Frost)
- Pat Skipper (Harris Townsend)
- Jason Hamer (Robert Miller)
- Kristopher Logan (Trailer Park Manager)
- Adria Tennor (Diane Goehring)
- Tammy Minoff (Jennifer Hillbridge)
- Sebastian Naskaris (Employee #3)
- Jenna Gavigan (Becky)
- Danielle Kennedy (Cashier)
- Beth Dover (Angela Miller)

- D'introduction : « Un royaume digne de ce nom ne peut exister sans inégalités entre ses habitants. Certains doivent être libre, d'autres servir, certains règnent, d'autres se soumettent. » de Martin Luther.

### Épisode 8:Premier Rendez-vous… (1repartie)
- États-Unis : 14 novembre 2007 sur CBS
- Belgique : 11 juin 2008 sur RTL-TVI
- France : 24 septembre 2008 sur TF1

- États-Unis : 15,73 millions de téléspectateurs (première diffusion)
- France : 8,03 millions de téléspectateurs[11] (première diffusion)

- Jamie Kennedy (Floyd Feylinn Ferell)
- Oliver Wells (Young Unsub)
- John Lafayette (Dr Lorenz)
- Liz Montgomery (Boardmember #1)
- Steven Shaw (Boardmember #2)
- Ben Carroll (Guard)
- Bailey Chase (James Colby Baylor)
- Nick Searcy (Det. Jordan)
- John Eric Montana (Dr Fulton)
- Michael Beach (Father Marks)
- Daniel Quinn (Bob Kelton)
- Gwen Holloway (Lee-Ann Kelton)
- Kate Connor (Sheryl Timmons)
- Seth William Meier (John Timmons)
- David Lowe (Local Cop)
- Matt Riedy (State Trooper)
- James Otis (Dr Nash)
- Colleen Foy (Tracey Lambert)

- D'introduction : « Le fantasme abandonné par la raison produit d'impossibles monstres. » de Francisco de Goya.
- De conclusion : « Dieu nous donne la viande, et le diable les cuisiniers. » de Thomas Deloney.

### Épisode 9:…Dernier Rendez-vous (2epartie)
- États-Unis : 21 novembre 2007 sur CBS
- Belgique : 18 juin 2008 sur RTL-TVI
- France : 24 septembre 2008 sur TF1

- États-Unis : 15,88 millions de téléspectateurs (première diffusion)
- France : 8,37 millions de téléspectateurs[11] (première diffusion)

- Nicholas Brendon (Kevin Lynch)
- Marc Vann (Adam Fuchs)
- Tamara Zook (Neighbor)
- Andrew Elvis Miller (Medic #1)
- Sabrina Gennarino (Medic #2)
- Bailey Chase (James Colby Baylor)
- Bruce Katzman (Trauma Surgeon)
- Loren Lester (Surgeon #2)
- Anne McCarthy (ER Nurse)
- John Eddins (Det. Walker)
- Reena Dutt (Nurse)
- Paul Vroom (Clerk)
- James Kalagher (Waiter)
- Mati Moralejo (Mike Fleming)
- Maddison Davis (Young Garcia (5))
- Christina Gabrielle (Young Garcia (9))
- Rebecca Egender (Young Garcia (20))

- D'introduction : « Aime chacun, fie-toi à peu, ne fais tort à personne. » de William Shakespeare.

### Épisode 10:Le Justicier
- États-Unis : 28 novembre 2007 sur CBS
- Belgique : 25 juin 2008 sur RTL-TVI
- France : 24 septembre 2008 sur TF1

- États-Unis : 16,23 millions de téléspectateurs (première diffusion)
- France : 6,94 millions de téléspectateurs[11] (première diffusion)

- Frankie Muniz (Johnny McHale/Night)
- Parry Shen (Bobby Kim)
- Ellen Hollman (Vickie)
- John Walcutt (Det. Brady)
- Edward Flores (Gus)
- David Lengel (Brain)
- Matt Micucci (Milo)
- Steve Richard Harris (Jasper)
- Johanna Parker (Jean)
- J. Richey Nash (Uniformed Cop)
- Sarah Beth Bassak (Mail Carrier)
- Marc D. Wilson (Benson)
- Sara Van Horn (Helen Trestle)
- Sherri Howard (Detective #1)
- Eric Tiede (Detective #2)
- Tom Ohmer (Desk Sargeant)
- Craig Gellis (Glen Hill)

- D'introduction : « Superman est après tout une forme de vie extraterrestre. Il est simplement le visage acceptable d'une invasion réelle. » de Clive Barker.
- De conclusion : « Le héros noir est un chevalier dans une armure de sang séché. Il est sale et à longueur de temps, il nie de toutes ses forces être un héros. » de Frank Miller.

### Épisode 11:Retour vers le passé
- États-Unis : 12 décembre 2007 sur CBS
- Belgique : 2 juillet 2008 sur RTL-TVI
- France : 20 octobre 2008 sur TF1

- États-Unis : 14,17 millions de téléspectateurs (première diffusion)
- France : 2,84 millions de téléspectateurs[11] (première diffusion)

- Nathan Sutton (Justin)
- Lacey Beeman (Molly)
- Jesse Bernstein (Danny)
- Curt Bonnem (Charlie Wilkinson)
- Kandis Erickson (Julie)
- Jeffrey Corbett (Michael Ballantyne)
- W. Morgan Sheppard (John Caulfield)
- Ann Roberts (Tara Elizabeth)
- Dendrie Taylor (Karen Foley)
- Jennifer Hetrick (Mary Wilkinson)
- Rodney Eastman (Stephen Foley)
- Rebekah Brandes (Young Karen Foley)
- Matt Hoffman (Robert Wilkinson)
- Sally Pressman (Chrissy Wilkinson)
- Thomas Johnson (Boy Royce)
- Erika Whalen (Girl)
- Houston Rhines (Guy)
- J. Claude Deering (Man)

- D'introduction : « Peu importe qui mon père a été, ce qui compte c'est le souvenir que je garde de lui. » d'Anne Sexton.
- De conclusion : « Un enfant naît innocent, la soif de vie le dévore, brûlant ses désirs d'un feu étincelant, et ignore tout de la mort. » de William Wordsworth.

### Épisode 12:Témoins protégés
- États-Unis : 9 janvier 2008 sur CBS
- Belgique : 9 juillet 2008 sur RTL-TVI
- France : 3 septembre 2008 sur TF1

- États-Unis : 14,30 millions de téléspectateurs (première diffusion)
- France : 6,93 millions de téléspectateurs[11] (première diffusion)

- Gia Mantegna (Lindsey Vaughn)
- Rick Otto (Det. Payton)
- Fredric Lehne (Jack Vaughn)
- Michael Harney (Pat Mannan)
- Brian McNamara (Bruce Owen)
- Cheryl White (Lori Owen)
- Hayley McFarland (Katie Owen)
- Alex Hyde-White (Grant Silverman)
- Curtiss Frisle (Taylor Coleman)
- Riley Smith (Ryan Phillips)

- D'introduction : « Aucun homme ou femme qui poursuit un idéal en empruntant sa propre route, ne peut éviter d'avoir des ennemis. » de Daisy Bates.
- De conclusion : « C'est un père sage, celui qui connait son propre enfant. » de William Shakespeare.

- Gia Mantegna qui joue Lindsey Vaughn est la fille de Joe Mantegna qui n'est autre que l'agent spécial David Rossi.
- La chanson qui clôt l'épisode, lorsque Jack et Lindsey Vaughn emménagent à Atlanta, est Umbrella de Rihanna (featuring Jay-Z).
- Lindsey Vaughn qui est une victime dans cet épisode, réapparaitra dans la saison 12 dans un rôle d'antagoniste.

### Épisode 13:Le Prix de l'ambition
- États-Unis : 23 janvier 2008 sur CBS
- Belgique : 16 juillet 2008 sur RTL-TVI
- France : 17 septembre 2008 sur TF1

- États-Unis : 12,67 millions de téléspectateurs (première diffusion)
- France : 6,17 millions de téléspectateurs[11] (première diffusion)

- Andrea Roth (Jill Morris)
- Wendy Braun (Katrina Townsley)
- Chris Allen Nelson (Unsub)
- Madden Page (Auctioneer)
- Michael Cotter (Stu)
- Jeremy Cohenour (Dwayne)
- Porter Fowler (Older Man)
- Chris Snyder (Shawn Overholt)
- Jason Delane (Philly Agent)
- Zach Hanks (Guy)
- Kelly Lester (Woman)
- Louise Claps (Older Woman)
- Karen Fatta (Operator)
- Mary Elizabeth Barrett (Medical Examiner)
- James Aidan (Digger)
- Cory Tucker (Agent)
- Joseph Gilbert (Manager)
- Nicole Stuart (Reporter)
- Michael Chandler (Reporter 2)
- Ruby Campbell (Reporter 3)

- D'introduction : « Je sais d'avance les crimes que je vais oser, mais ma colère est plus puissante que ma volonté, et c'est elle qui cause les plus grands maux aux mortels. » d'Euripide.
- De conclusion : « Parce qu'il y a un prix à payer pour tout ce qu'on obtient dans ce bas monde, et même s'il est louable d'être ambitieux, il ne faut pas l'être à n'importe quel prix. » de Lucy Maud Montgomery.

### Épisode 14:Ancienne blessure
- États-Unis : 2 avril 2008 sur CBS
- Belgique : 23 juillet 2008 sur RTL-TVI
- France : 3 septembre 2008 sur TF1

- États-Unis : 12,81 millions de téléspectateurs (première diffusion)
- France : 7,67 millions de téléspectateurs[11] (première diffusion)

- Nicholas Brendon (Kevin Lynch)
- Nicholle Tom (Connie Galen)
- David Tom (Georgie Galen)
- Jessica Raskin (Alicia Galen)
- Dennis Christopher (Merriman)
- Michael Shamus Wiles (Chester Hardwick)
- LeRoy Mobley (Bull Big)
- Christopher Heltai (Strip Club Customer)
- John Gloria (Detective Willis)
- Tim Trobec (Guard)
- Rando Thomas (Makeout Man)
- Natalie Dye (Connie Galen (6 ans))
- Reese Fritch (Georgie Galen (5 ans))
- Clara Bommelie (Alicia Galen (3 ans))
- E.J. Callahan (Landon)
- Matthew J. Cates (Clown/Joe)

- D'introduction : « Au fond de chacun de nous, il y a l'enfant qu'on était. L'enfant constitue le fondement de ce que nous devenons, de qui nous sommes, et de ce que nous serons. » de Rhawn Joseph.
- De conclusion : « Il n'y a pas de formule magique pour réussir, sauf peut-être une acceptation inconditionnelle de la vie et de ce qu'elle apporte. » d'Arthur Rubinstein.

### Épisode 15:Sa solution
- États-Unis : 9 avril 2008 sur CBS
- Belgique : 30 juillet 2008 sur RTL-TVI
- France : 3 septembre 2008 sur TF1

- États-Unis : 13,14 millions de téléspectateurs (première diffusion)
- France : 7,59 millions de téléspectateurs[11] (première diffusion)

- Renee O'Connor (Pam Baleman)
- Paul Schulze (Ronnie Baleman)
- Zakareth Ruben (Beth Smoler)
- Scott Michael Campbell (Peter Redding)
- Myk Watford (Curtis Fackler)
- Jennifer Aspen (Laurie Ann Morris)
- Blake Robbins (Jonathan Morris)
- Rod Britt (Coroner)
- Craig Patton (Man #1)
- Brynn Horrocks (Woman #1)
- Susan Hull (Woman #2)
- Tim Cummings (Man #2)
- Brandon Ford Green (Stuart Sankler)
- Leslie Fleming-Mitchell (Smoker)

- D'introduction : « Il n'y a pas meilleur moyen d'échapper à la confession que le suicide, et le suicide est une confession. » de Daniel Webster.
- De conclusion : « Ce que l'Homme a de plus authentique, c'est sa capacité à créer, se dominer, endurer, se transformer, aimer et dépasser ses propres souffrances. » de Ben Okri.

### Épisode 16:Humiliés
- États-Unis : 16 avril 2008 sur CBS
- Belgique : 6 août 2008 sur RTL-TVI
- France : 27 octobre 2008 sur TF1

- États-Unis : 12,85 millions de téléspectateurs (première diffusion)
- France : 3,26 millions de téléspectateurs[11] (première diffusion)

- Chris Mulkey (Sheriff Britt Hallum)
- Cody Kasch (Owen Savage)
- Lindsey Haun (Jordan Norris)
- Rhino Michaels (Rod Norris)
- Matthew Kimbrough (Deputy Lou Savage)
- Michael Ironside (Man "John")
- Boo Arnold (Deputy Bart Lawford)
- Kym Jackson (Sarah Letts)
- Tim Dezarn (Paul Barter)
- Alexandra Krosney (Eileen Bechtold)
- Tracey Walter (Ike Stratman)
- Nicholas Roth (Danny Panzer)
- Nicolas Alexander (Gavin Pressman)
- Devin Crittenden (Chad Heyman)

- D'introduction : « Une âme triste vous tue plus vite, beaucoup plus vite qu'un germe. » de John Steinbeck.
- De conclusion : « Nous traversons nos ponts quand nous arrivons à eux, et les brûlons derrière nous. Il ne nous reste rien pour trouver le chemin parcouru à part le souvenir d'une odeur de fumée et l'idée que peut être cette fois là, nos yeux ont pleuré. » de Tom Stoppard.

### Épisode 17:Le Caméléon
- États-Unis /  Canada : 30 avril 2008 sur CBS / CTV
- Belgique : 20 août 2008 sur RTL-TVI
- France : 27 octobre 2008 sur TF1

- États-Unis : 12,88 millions de téléspectateurs (première diffusion)
- Canada : 1,412 million de téléspectateurs[13] (première diffusion)
- France : 8,06 millions de téléspectateurs[11] (première diffusion)

- Michael Graziadei (Steven)
- Nicholas Brendon (Kevin Lynch)
- Josh Stewart (Detective William Lamontagne Jr)
- Tia Texada (Detective Tina Lopez)
- Kara Revel (Layla)
- Souza Barcellos (Carlos Douglas)
- David Monahan (Cowboy Hat Guy)
- Adrian Quinonez (Bartender #1)
- Michael Francis Cardelle (Bus Boy)
- James Martin Kelly (David Fitzgerald)
- Wendy Hoopes (Sarah Fitzgerald)
- Jacqueline Wright (Hostel Manager)
- Jeryl Prescott Sales (Medical Examiner)
- Tom Sean Foley (Coordinator)
- Spencer Hill (Bartender #2)
- Francesco Cura (Bar Patron)
- Bruno Bruni (Hitchhiker)
- Billy Snow (Cards Kid)

- D'introduction : « Il n'y a pas de secret mieux gardé que ceux que tout le monde devine. » de George Bernard Shaw.
- De conclusion : « Si nous n'avions plus de secrets les uns pour les autres, serait-ce une source de réconfort ? » de John Churton Collins (en).

### Épisode 18:Femmes en danger
- États-Unis : 7 mai 2008 sur CBS
- Belgique : 27 août 2008 sur RTL-TVI
- France : 3 juin 2009 sur TF1

- États-Unis : 12,85 millions de téléspectateurs (première diffusion)
- France : 6,9 millions de téléspectateurs[11] (première diffusion)

- Bonnie Root (Keri Derzmond)
- Jeffrey Pierce (Ryan Scott)
- Barbara Eve Harris (DA Eve Alexander)
- Brad Beyer (Detective Steve Berry)
- Scott Lowell (Mike Hicks)
- Kosha Patel (Clerk)
- Angel Parker (Cashier)
- Camden Singer (Hannah)
- Courtney Henggeler (Jenna)
- Brian Appel (Agent Anderson)
- Julie Sanford (Nancy Ferguson)
- Victor Z. Isaac (Nathan Henson)
- Aviva Baumann (Sarah Henson)
- Guy Nardulli (Undercover Cop)
- Mary-Margaret Humes (Audrey Henson)

- D'introduction : « Aucun homme ne peut être heureux s'il n'a pas d'illusions. Les illusions sont aussi nécessaires à notre bonheur que les réalités. » de Christian Nestell Bovee (en).
- De conclusion : « Une femme ne doit pas dépendre de la protection d'un homme mais doit apprendre à se protéger elle-même. » de Susan B. Anthony.

### Épisode 19:Amnésie
- États-Unis /  Canada : 14 mai 2008 sur CBS / CTV
- Belgique : 3 septembre 2008 sur RTL-TVI
- France : 27 octobre 2008 sur TF1

- États-Unis : 12,71 millions de téléspectateurs (première diffusion)
- Canada : 1,445 million de téléspectateurs[15] (première diffusion)
- France : 3,31 millions de téléspectateurs[11] (première diffusion)

- Eric Lange (Brian Matloff)
- Jon Barton (SWAT Officer)
- James Sharpe (Detective Jarvis)
- Amy Carlson (Cece)
- Sarah MacKay (Nurse)
- Bob Gebert (Doctor)
- Roxana Brusso (Lidia)
- James Eckhouse (Mr. Corbett)
- Steven Culp (Lester Serling)
- F. William Parker (Judge)
- Loreni Delgado (Technician)
- Anne Betancourt (Nina Moore)
- Dick Herlan (Husband)
- Jenny Powers (Woman)
- Beau Dremann (Sergeant)
- John Pirruccello (Resident Jogger)

- D'introduction : « Tous les changements, même les plus souhaités, ont leur mélancolie. Car ce que nous laissons derrière, fait partie de nous même. On doit faire le deuil de sa vie passée, avant d'entrer dans la nouvelle. » d'Anatole France, extrait du roman Le Crime de Sylvestre Bonnard.
- De conclusion : « Bien que l'éclat qui était autrefois si brillant, se soit évanoui à jamais, bien que rien ne puisse ramener l'heure de cette splendeur dans l'herbe, de cette gloire dans la fleur, n'ayons point d'affliction mais cherchons plutôt la force dans ce qui reste après. » de William Wordsworth.

### Épisode 20:Jeu de hasard… (1repartie)
- États-Unis : 21 mai 2008 sur CBS
- Belgique : 10 septembre 2008 sur RTL-TVI
- France : 10 juin 2009 sur TF1
- Suisse : 19 novembre 2009 sur TSR1

- États-Unis : 12,96 millions de téléspectateurs (première diffusion)
- France : 7,92 millions de téléspectateurs[16] (première diffusion)

- Josh Stewart (Detective William LaMontagne Jr.)
- Sienna Guillory (Agent Kate Joyner)
- Jack McGee (Detective Brustin)
- Erik Palladino (Detective Cooper)
- Moe Daniels (Lisa Bartleby)
- Joaquin Perles (Tom)
- Amie Farrell (Shelly)
- Barry Pearl (Man)
- Jake Eberle (Cop)
- Patrick Cupo (Cop #2)
- Tiffany Coty (FBI Agent)

- D'introduction : « Celui qui a des extases, des visions, qui prend des songes pour des réalités, est un enthousiaste. Celui qui soutient sa folie par le meurtre est un fanatique. » de Voltaire, extrait du Dictionnaire philosophique.